# Costus fissiligulatus
Costus fissiligulatus är en enhjärtbladig växtart som beskrevs av François Gagnepain. Costus fissiligulatus ingår i släktet Costus och familjen Costaceae.

## Underarter
Arten delas in i följande underarter:
- C. f. fissiligulatus
- C. f. major